# Filip Trojan
Filip Trojan (Třebíč, 21 febbraio 1983) è un ex calciatore ceco, di ruolo centrocampista.

## Caratteristiche tecniche
Nel 2001 è stato inserito nella lista dei migliori calciatori stilata da Don Balón.

## Palmarès

### Club

#### Competizioni nazionali
- Coppa di Germania: 1

Schalke 04: 2001-2002
- 2. Fußball-Bundesliga: 1

Bochum: 2005-2006

#### Competizioni internazionali
- Coppa Intertoto UEFA: 1

Schalke 04: 2003